# Parc rei Miquel I de Romania

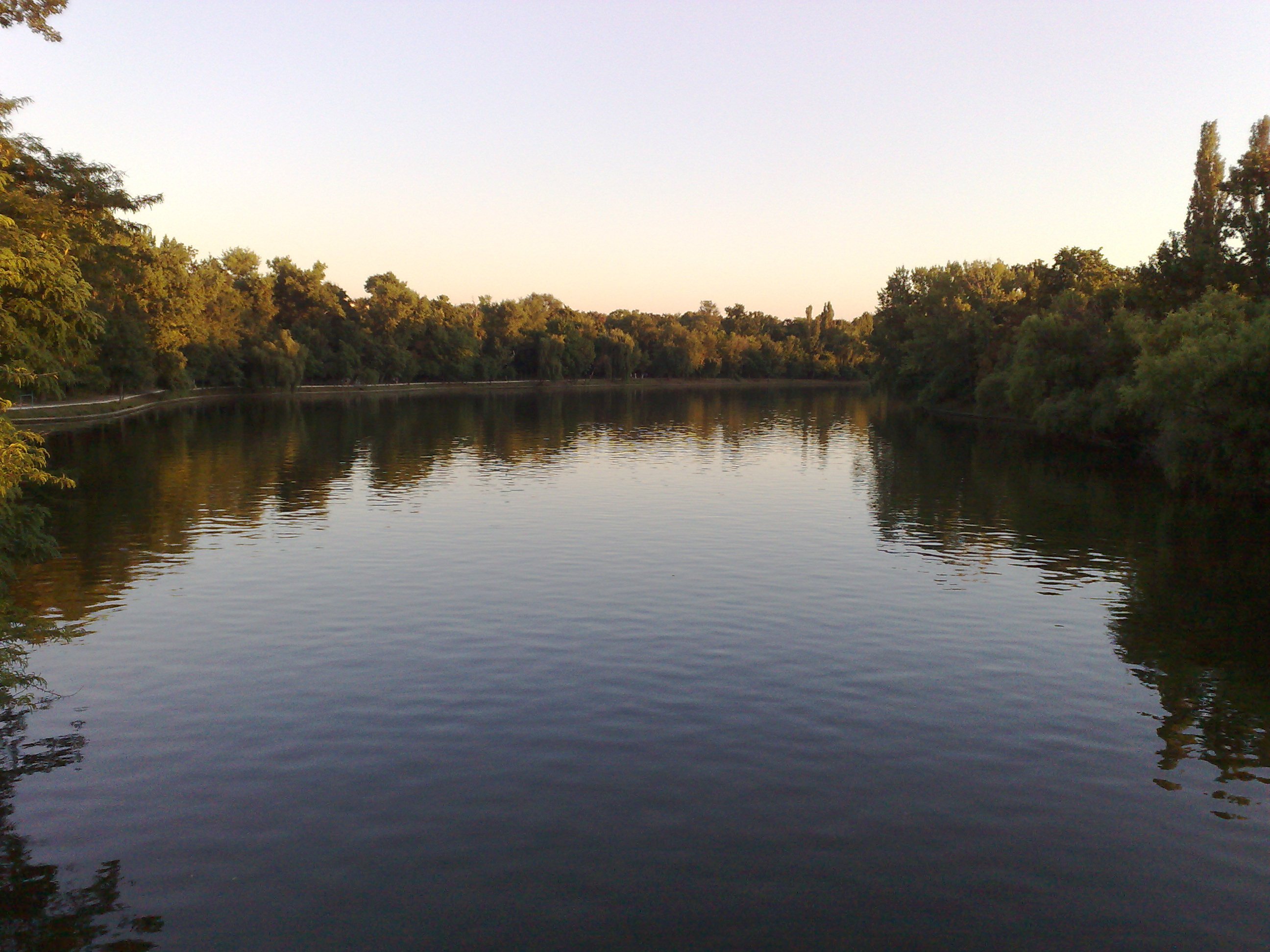
Parc del rei Miquel I

El parc rei Miquel I de Romania (en el passat parc Carol II, parc nacional, parc Stalin IV i parc Herăstrău) és un gran parc de Bucarest, situat a la part nord de la ciutat, delimitat per B- dul Prezan Constantin, B-dul Aviatorilor, Șos. Nordului, Str. Elena Văcărescu, Șos. Bucarest-Ploiesti i carretera del rei Miquel I. Va ser construït el 1936 a la vora del llac Herastrau (74 ha). La seva superfície total és de 187 ha. El llac al centre del parc forma part de la cadena lacustre antròpica del riu Colentina. El camí del parc que envolta el llac té una longitud de 5,92 km.

## Històric

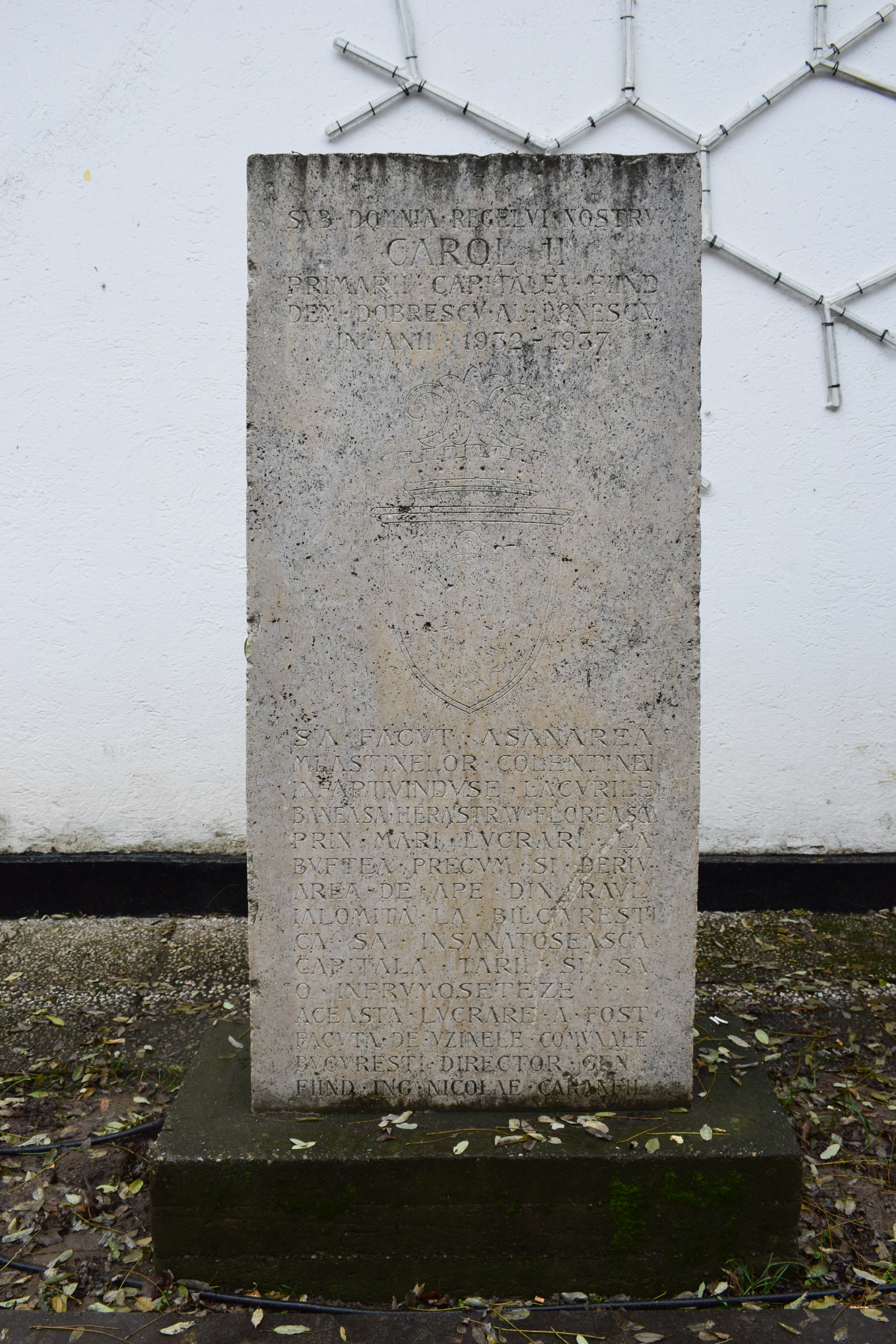
La placa commemorativa del Museu del Poble, que commemora la creació del parc Herăstrău, sota el regnat de Sa Majestat el rei Carol II.

Abans de 1930, la zona on avui hi ha el parc era una zona pantanosa que es va rehabilitar entre 1930-1935. En aquesta ocasió, la qüestió de l'ordenació de tota la zona va quedar lliure, tenint en compte que en aquesta zona ja hi havia l'Arc del Triomf. Desenes de cases pobres i una empresa industrial van ser expropiades, es van dibuixar carrerons per obrir pas el maig de 1939 a l'espai verd més gran de Bucarest en aquell moment. Els projectes d'aquest parc van ser dissenyats pels arquitectes Ernest Pinard i Friedrich Rebhuhn.
Friedrich Rebhuhn, arquitecte paisatgista alemany que treballava a Anglaterra, França i Suïssa, va arribar a Romania el 1910, on se li va oferir el lloc de cap del departament d'horticultura de Bucarest. Cismigiu Park està lligat al seu nom. Des del 1922 va donar suport a la reina Maria en l'organització de l'activitat als jardins del palau. Es va quedar a Romania. Fr. Rebhuhn, un talentós i prolífic arquitecte paisatgista, va contribuir a la creació de la composició vegetal (arbres, arbusts, flors) i l'arquitecte romanès Octav Doicescu va dissenyar els carrerons.
A l'entrada del Museu del Poble a Bucarest, una placa commemorativa recorda a les grans obres hidrotécnicos que es van realitzar, sota el regnat del rei Carol II, per a la creació del Parc Herastrau i tota la zona verda al nord de la capital, en 1932 - 1937, sota la direcció de l'enginyer Nicolae Caranfil. El text diu: “Sota el regnat del nostre rei Carol II, els anys 1932-1937, els alcaldes de la capital eren Dem Dobrescu i Al. Donescu, es va fer el sanejament dels pantans de Colentina, es van fer els llacs Băneasa, Herăstrău, Floreasca, mitjançant grans obres a Buftea, així com el desviament d'aigües del riu Ialomița a Bilciurești. Aquest treball ha estat realitzat per Uzinele Comunale București, director general Gen. ser eng. Nicolae Caranfil".
El 1951, el parc es va ampliar, transformar i reobrir en la seva forma actual.
Al llarg de la seva història, el parc s'ha anomenat Parc Nacional, Parc Carol II i Parc Stalin IV. Quan tenia aquest cognom, a l'entrada del parc hi havia una estàtua de Stalin, erigida el 1951 i enderrocada el 1962. Avui, aproximadament al mateix lloc, s'hi troba l'estàtua de Charles de Gaulle.
El 1936, per iniciativa del professor Dimitrie Gusti, es va establir el Museu del Poble a la vora del llac Herastrau. El Teatre d'Estiu d'Herăstrău situat al costat del Museu del Poble es va construir el 1956.
En els darrers anys, moltes terrasses i locals del parc, construïts il·legalment o l'autorització dels quals ha caducat, s'han enderrocat.

El 2017, amb l'obertura d'una passarel·la temporal, es va fer possible envoltar el llac de manera segura a peu o amb bicicleta (anteriorment els vianants havien de pujar al pont del ferrocarril i diverses persones van ser atropellades pel tren o l'electricitat).

## Límits
- Bulevard Constantin Prezan
- Aviatorilor Boulevard
- Northern Road - Districte d'Aviació
- Carrer Elena Văcărescu
- Carretera Bucarest - Ploiesti
- Carretera Kiseleff

La vegetació del parc està formada per una gran varietat d'espècies d'arbres i arbusts de fulla caduca (aurons, freixes, àlbers, salzes, til·lers) i coníferes (buxus, juniperus, taxus, forsythia, philadelphia, spirea, madreselva). Al parc també hi ha arbres protegits: el roure de Tagore, plantat el 1961 per celebrar el centenari del naixement de Rabindranath Tagore, i les flors de cirerer del jardí japonès, donades per l'emperador del Japó.
Al parc hi creix una dendrològica única, una varietat d'acàcia japonesa amb branques ploroses i fulles amb taques blanques. Com que era desconegut a la literatura i va ser descrit per primera vegada per especialistes a Romania, el 1960 es va batejar amb Sophora japonica Bucarest.

## Monument històric
El parc Herăstrău va ser declarat monument històric de la classe A i se li va assignar el codi LMI B-II-aA-18802.
A la riba NE del llac Herăstrău, al territori del parc Herăstrău, es va descobrir un assentament paleolític d'habitatge civil, el parc també es va registrar al Repertori Arqueològic Nacional amb el codi RAN 179132.17.

## Estàtues i monuments
- Monument als pares fundadors de la Unió Europea
- Font Modura
- Estàtua de Charles de Gaulle de Bucarest
- L'estàtua del "Prometeu" de Bucarest
- La nimfa adormida
- L'estàtua d'"Hèrcules derrocant el Centaure"
- Club Diplomàtic de Bucarest

## Galeria

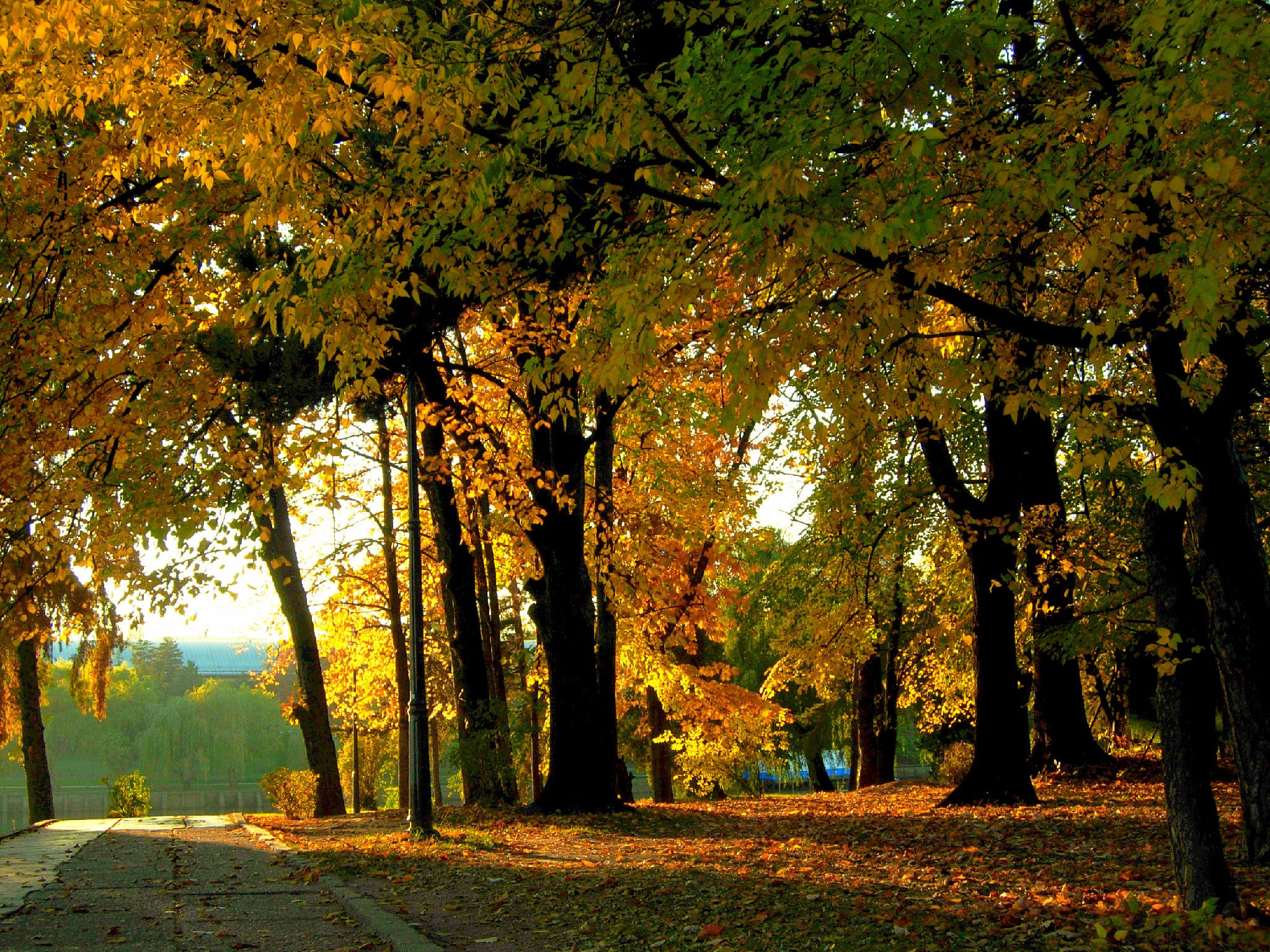
Parc del rei Miquel
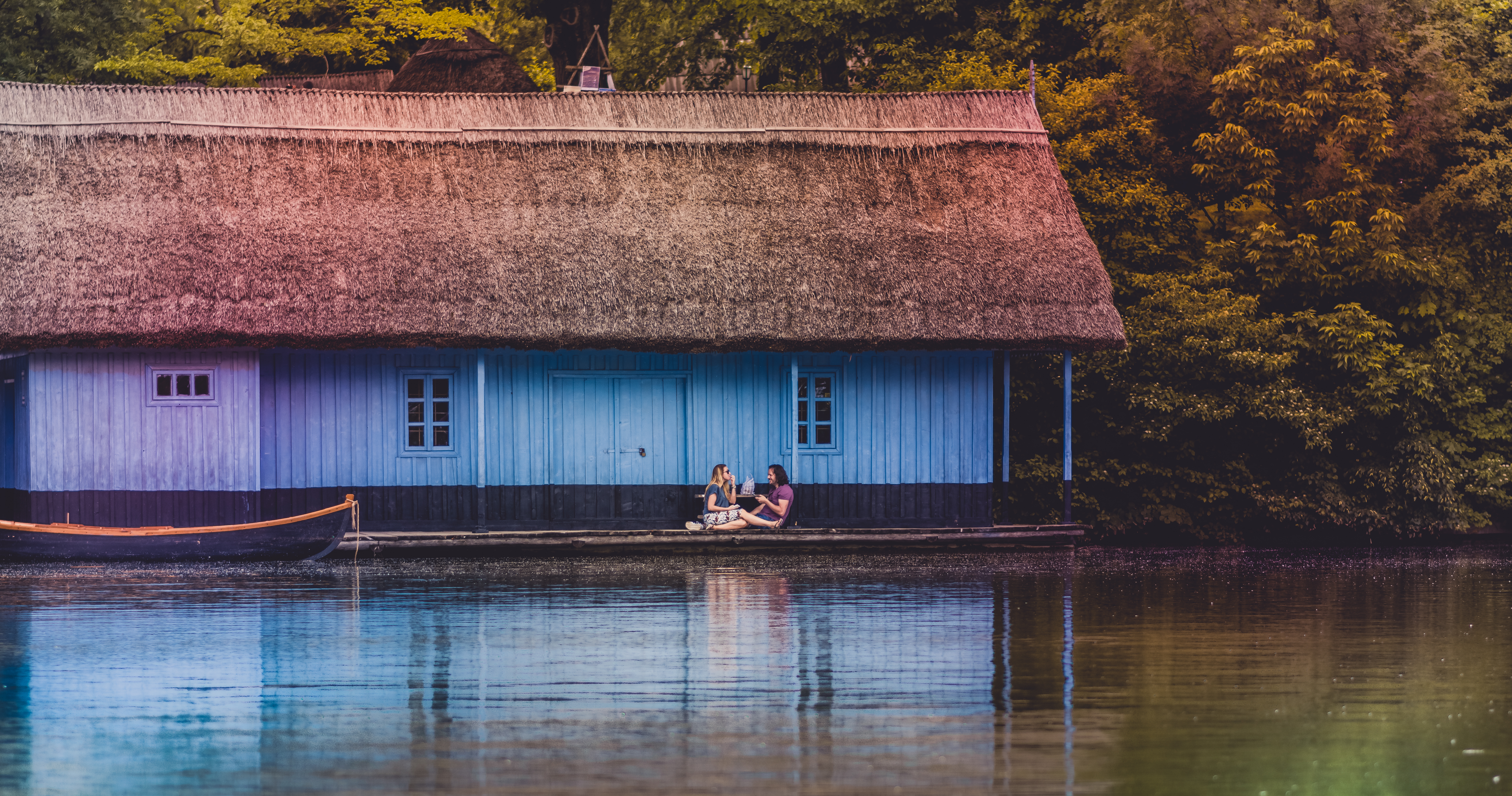
Llac Herastrau
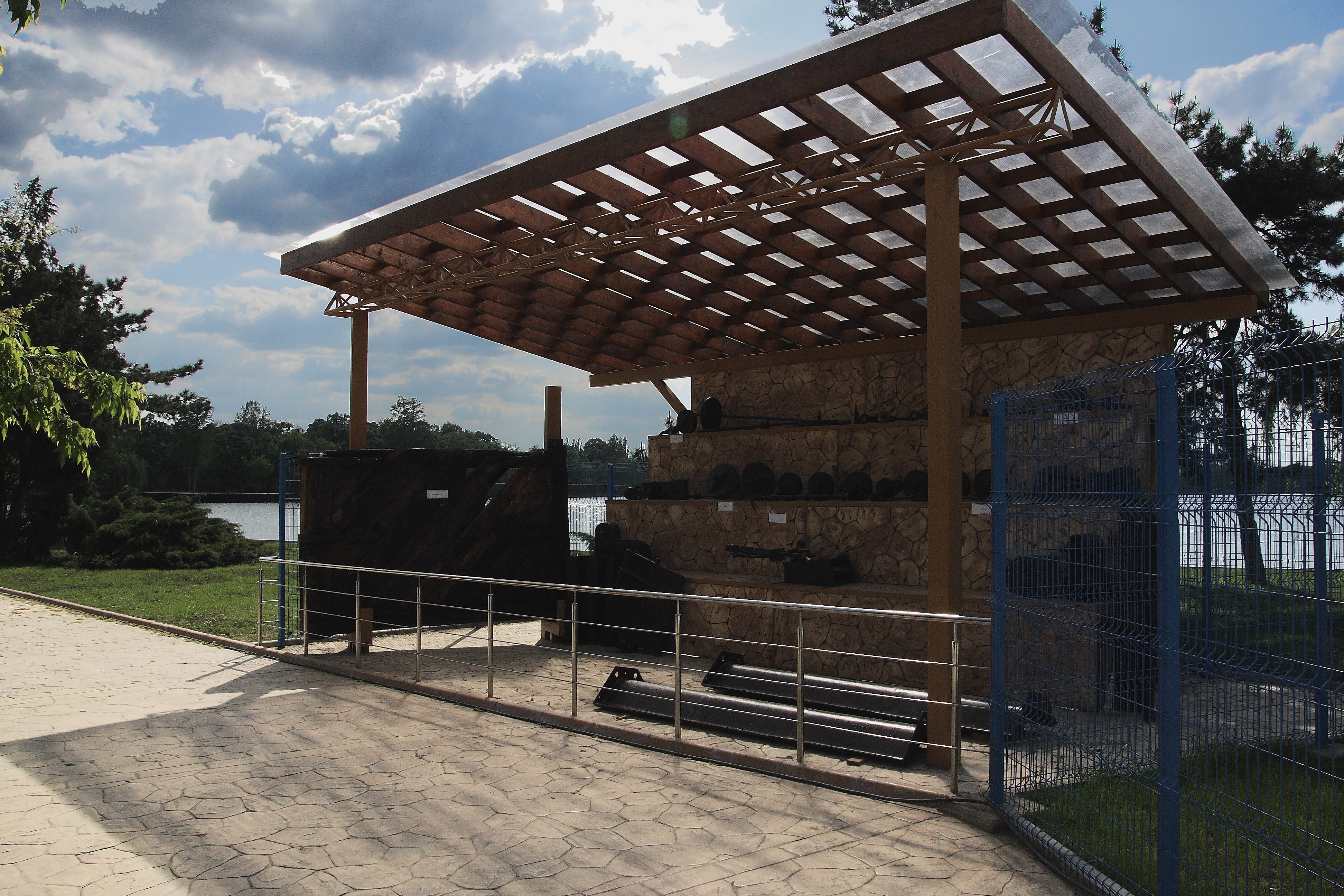
Llac vell, exposició
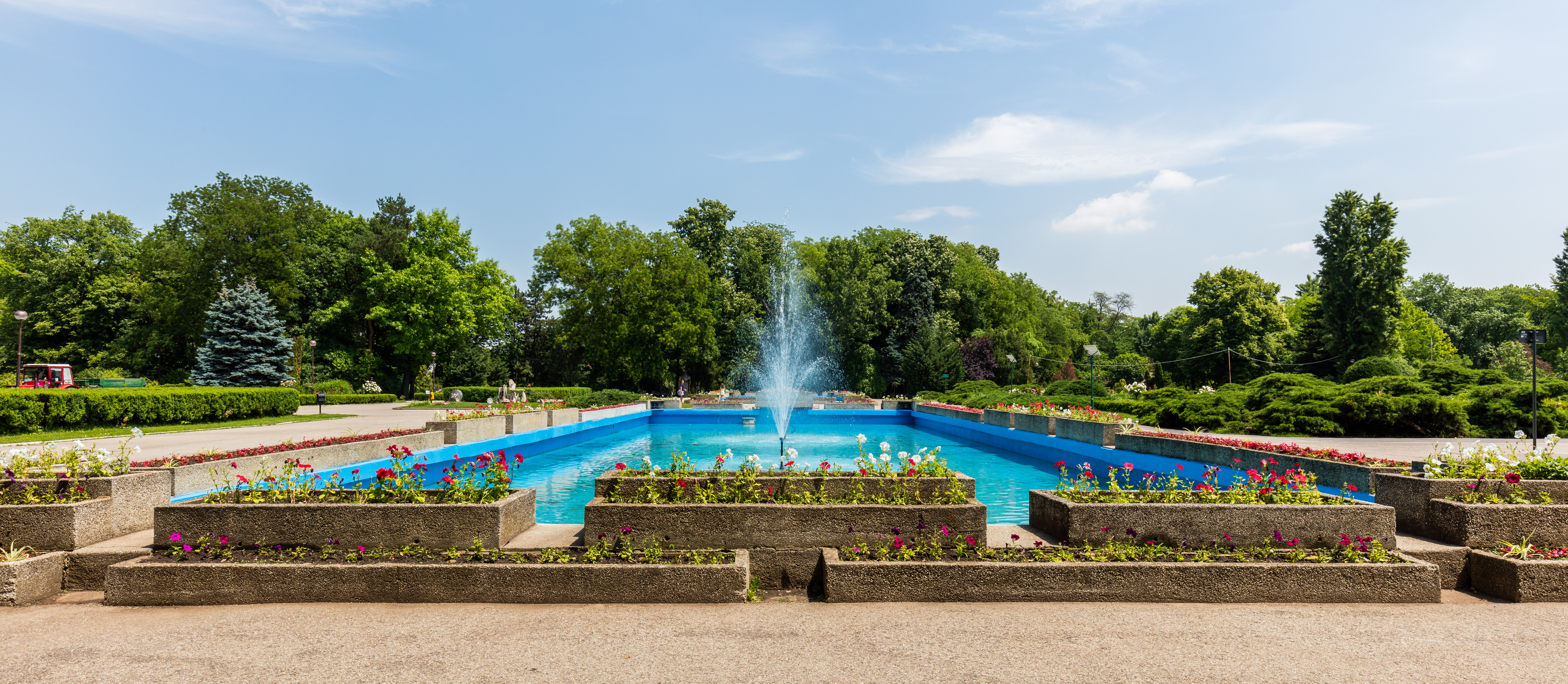
Flors al parc King Michael
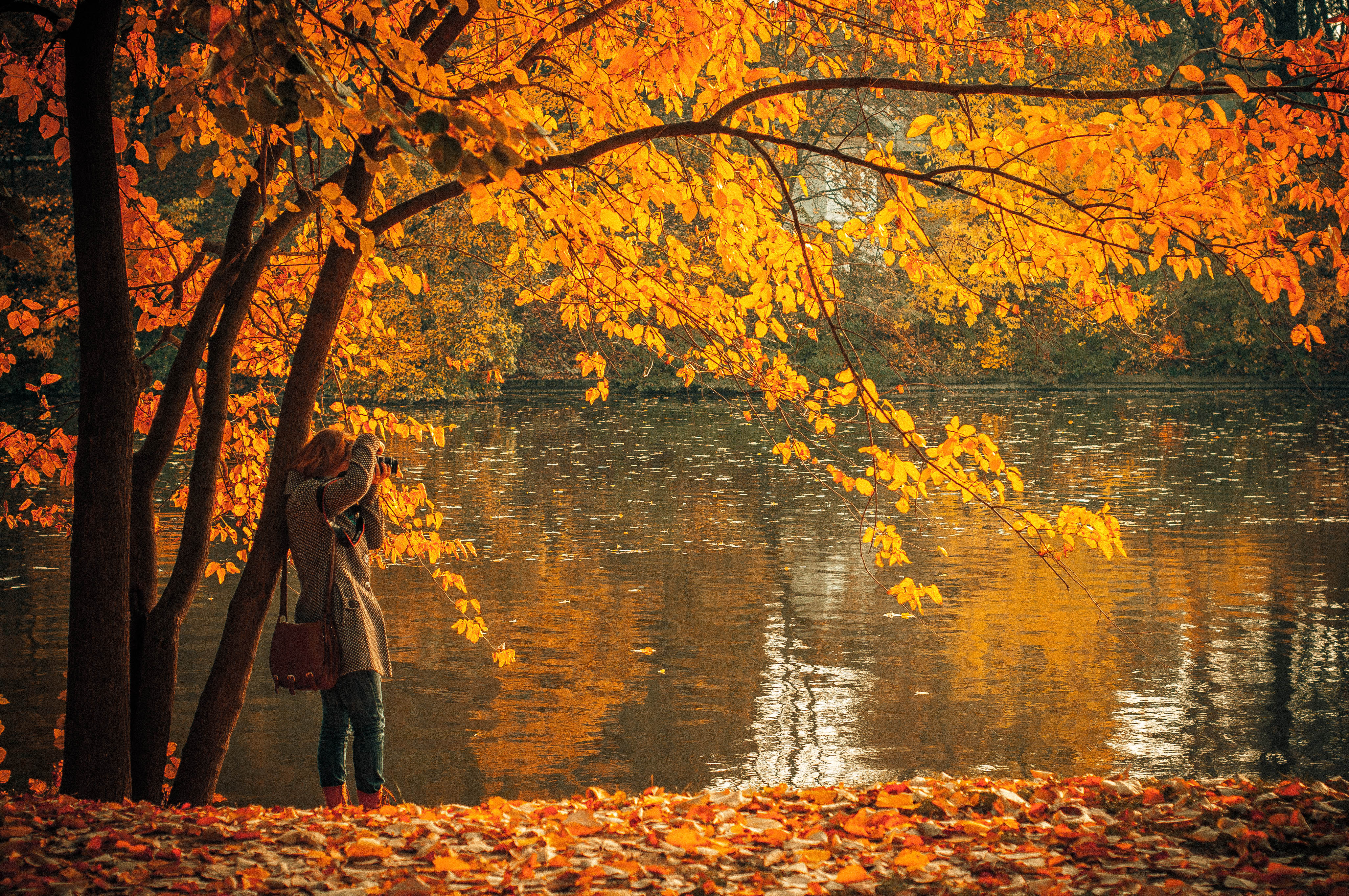
Tardor al parc rei Miquel
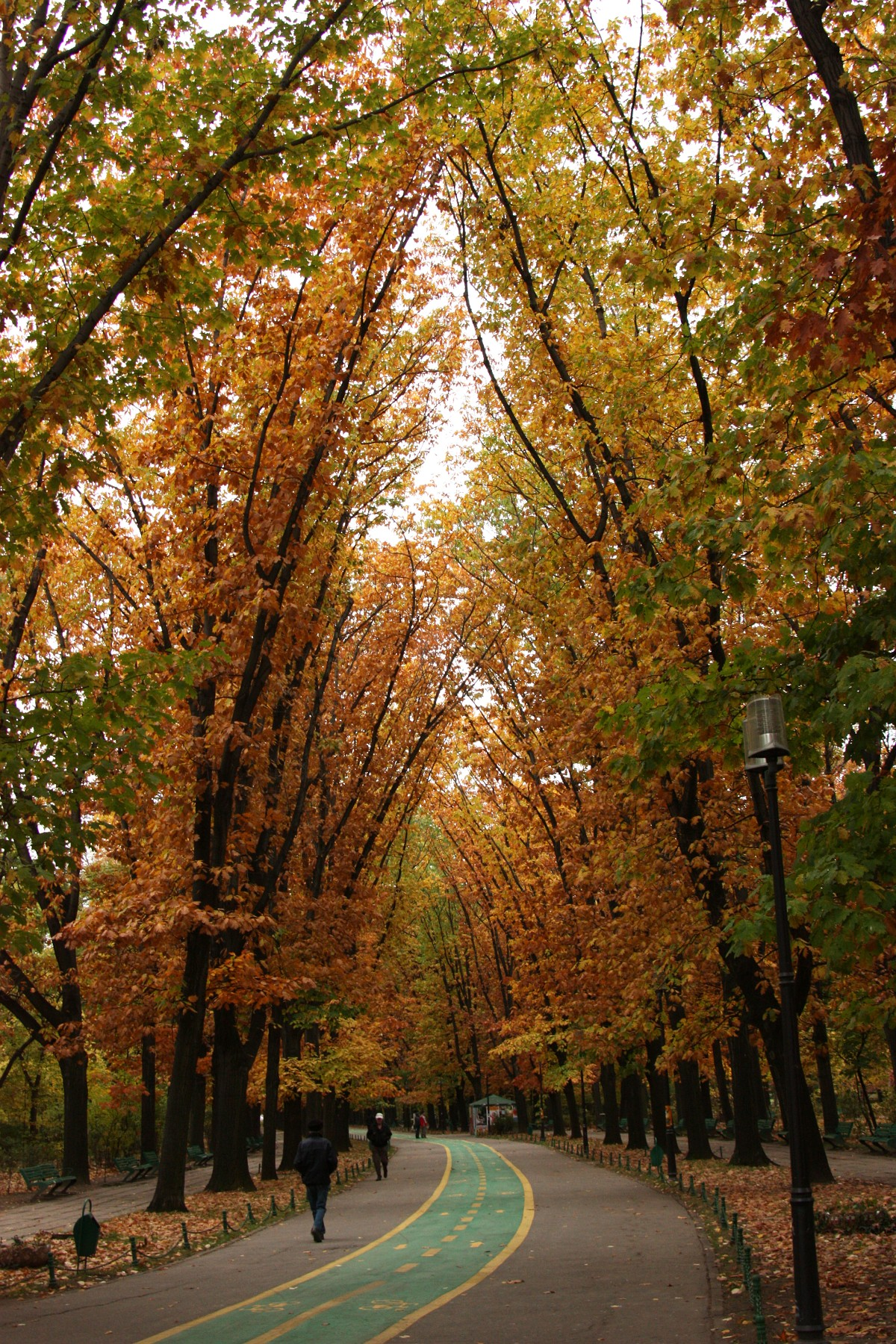
Carril bici
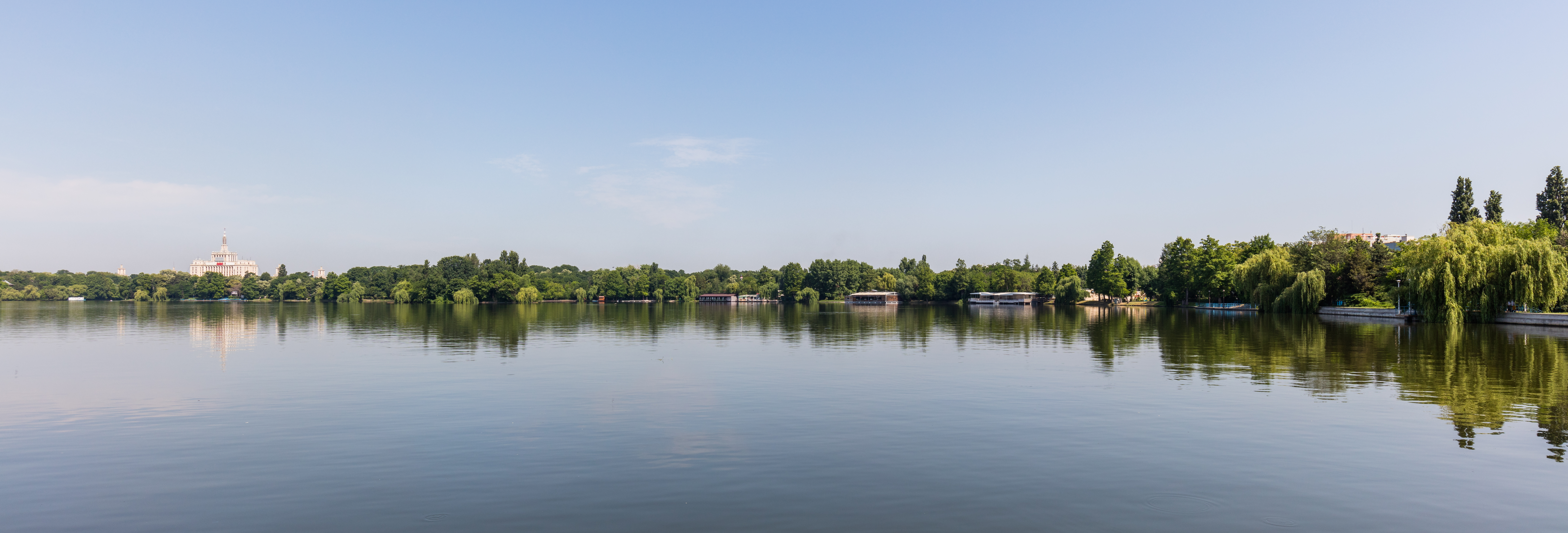
Llac Herastrau
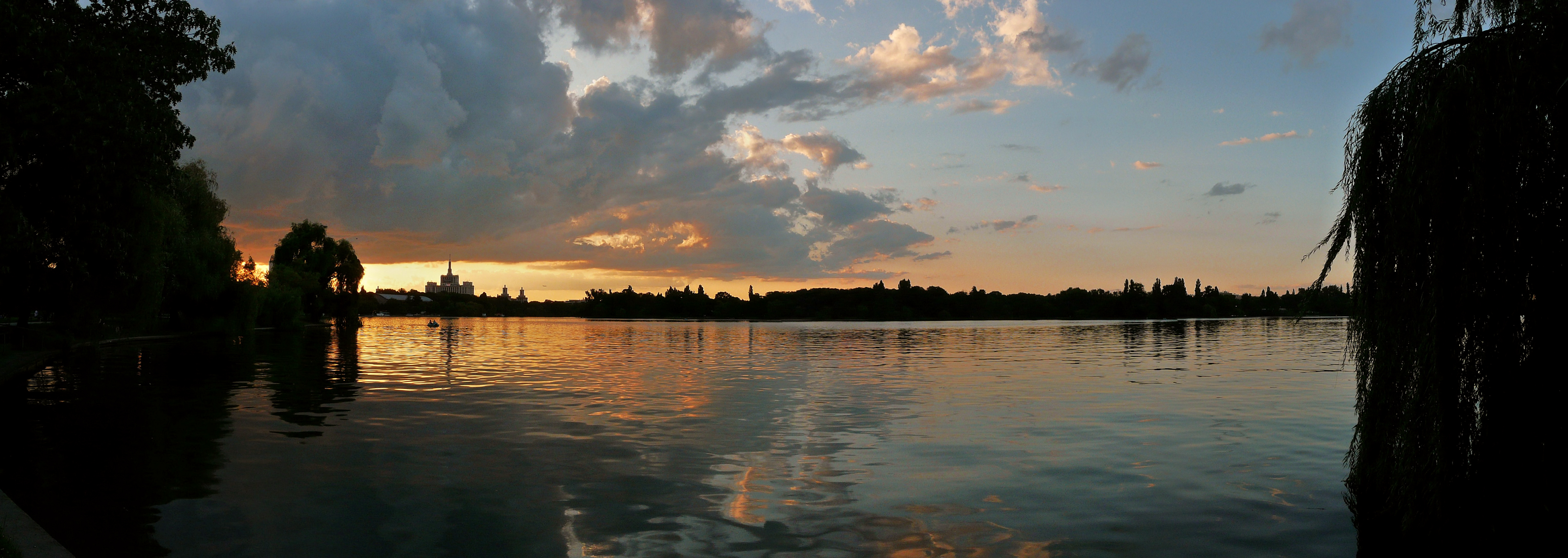
Llac Herastrau al vespre
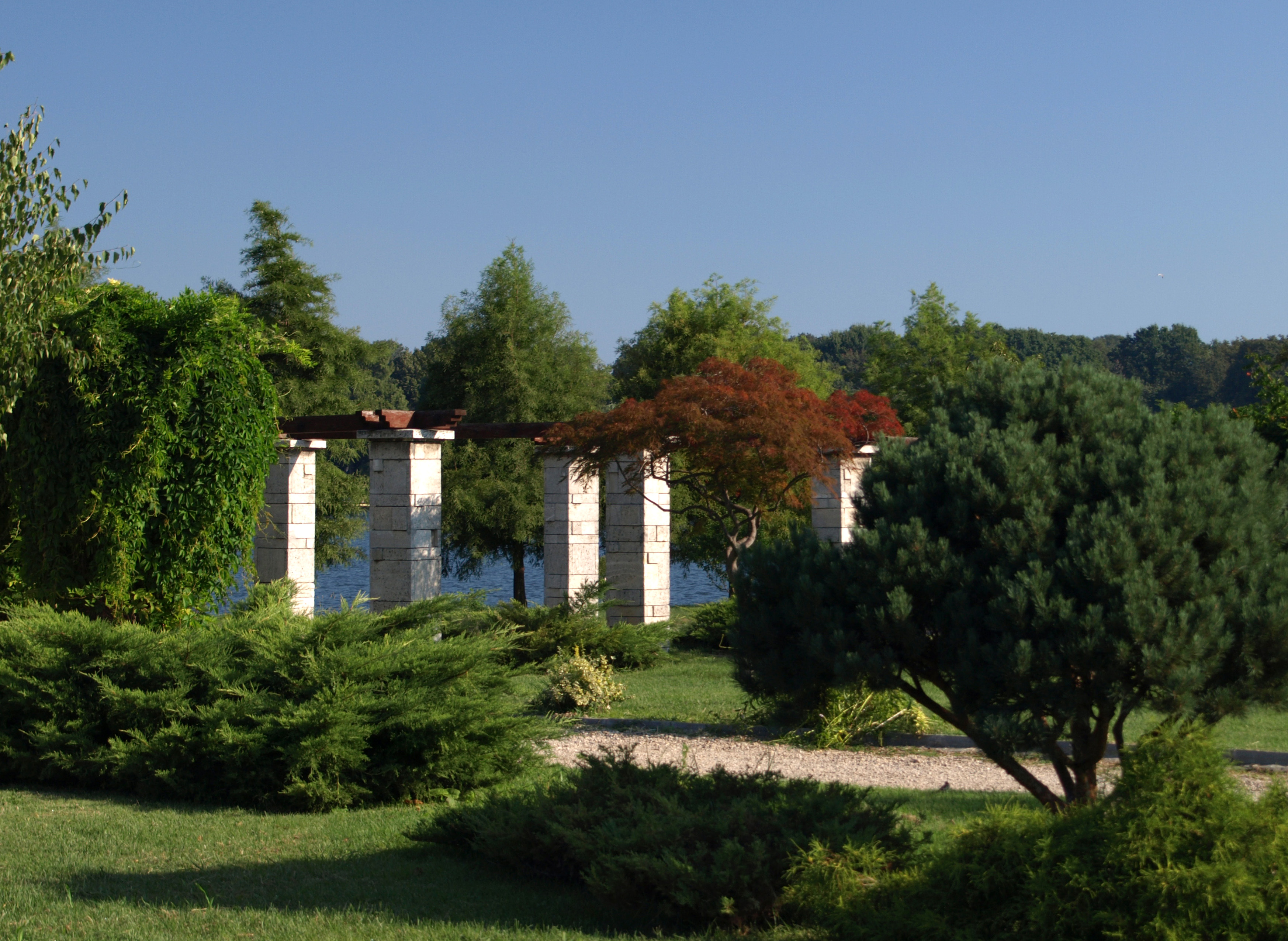
Rei Miquel parc a principis de setembre.
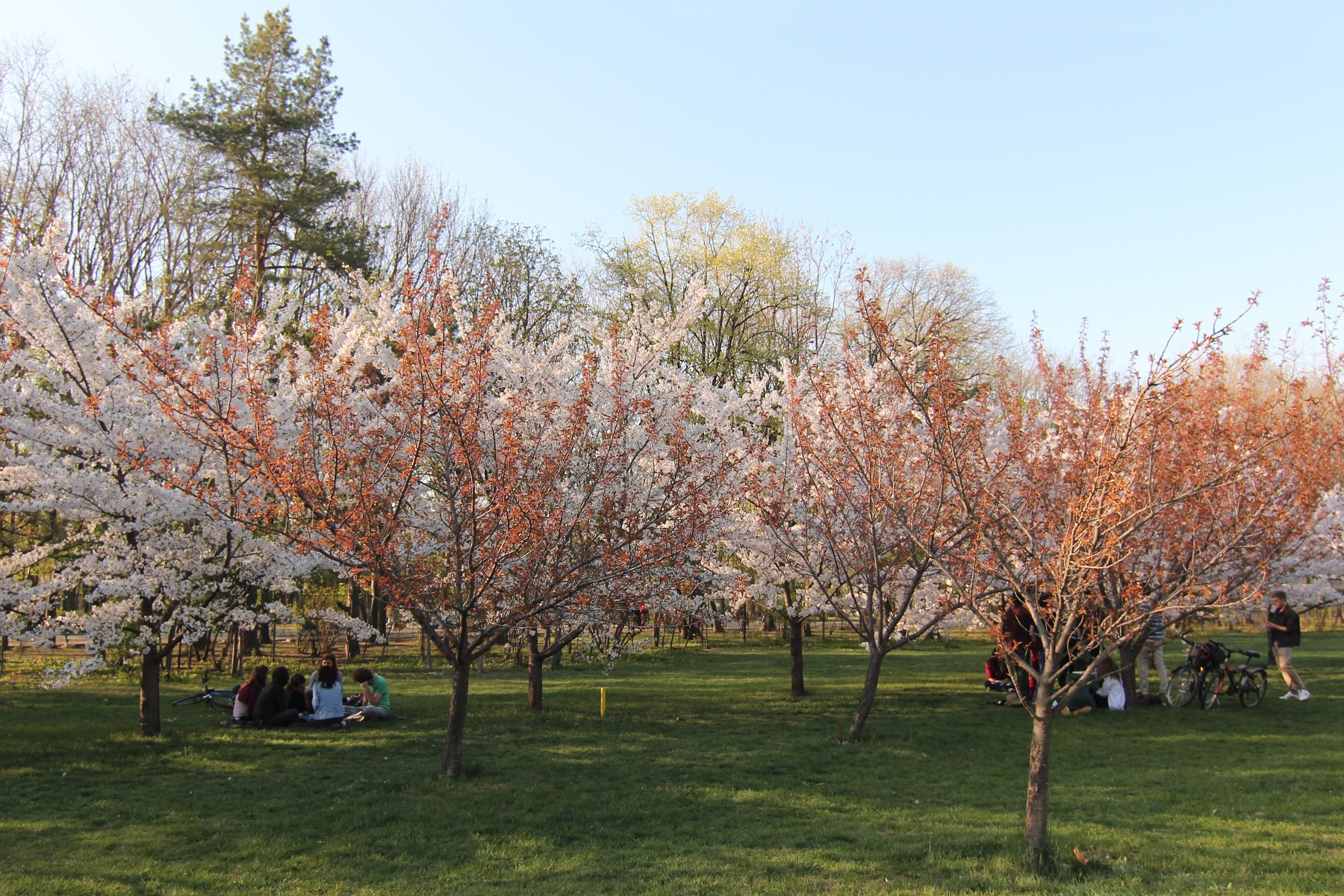
El jardí japonès
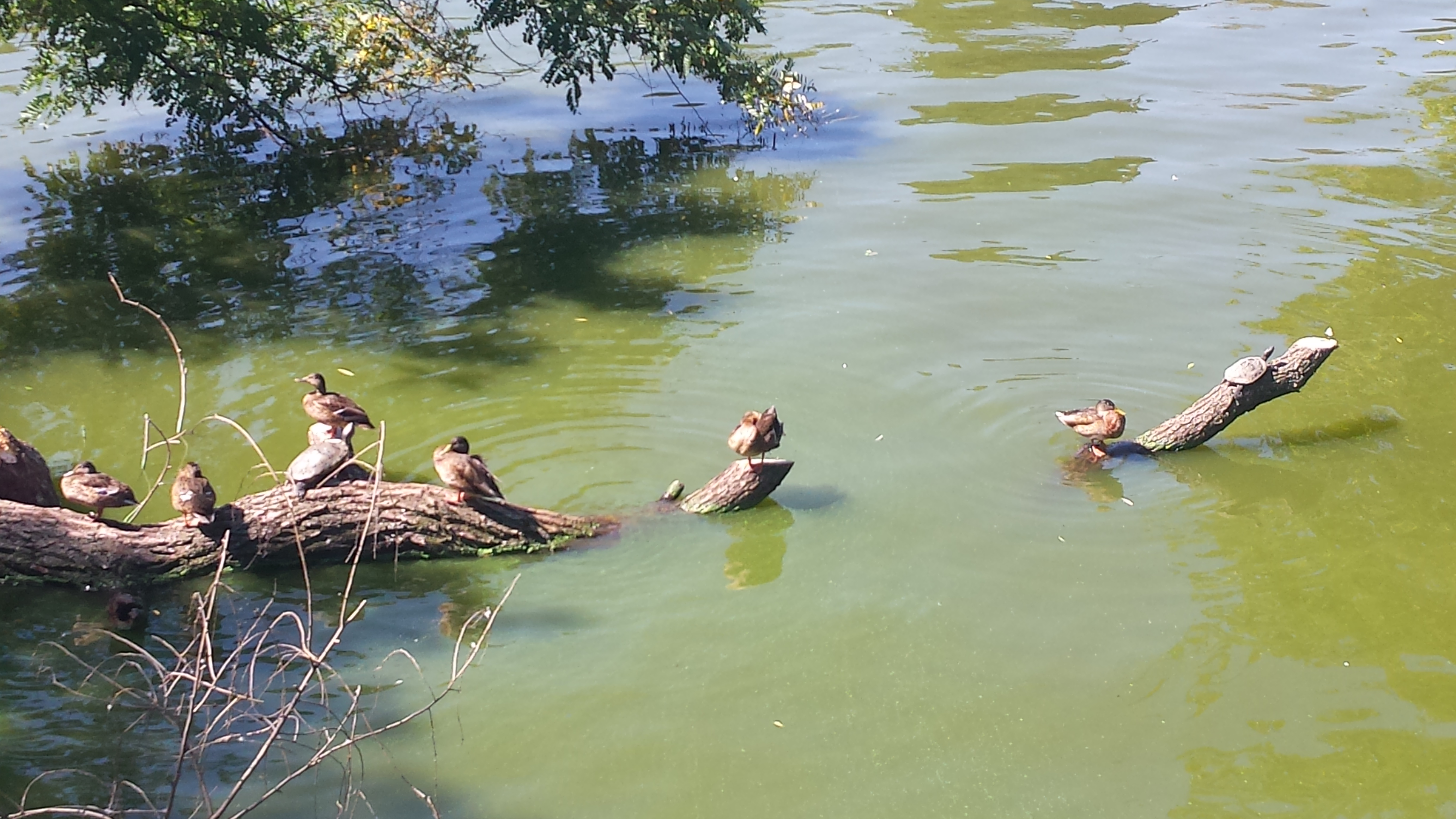
Ànecs i tortugues en una de les piscines del parc.
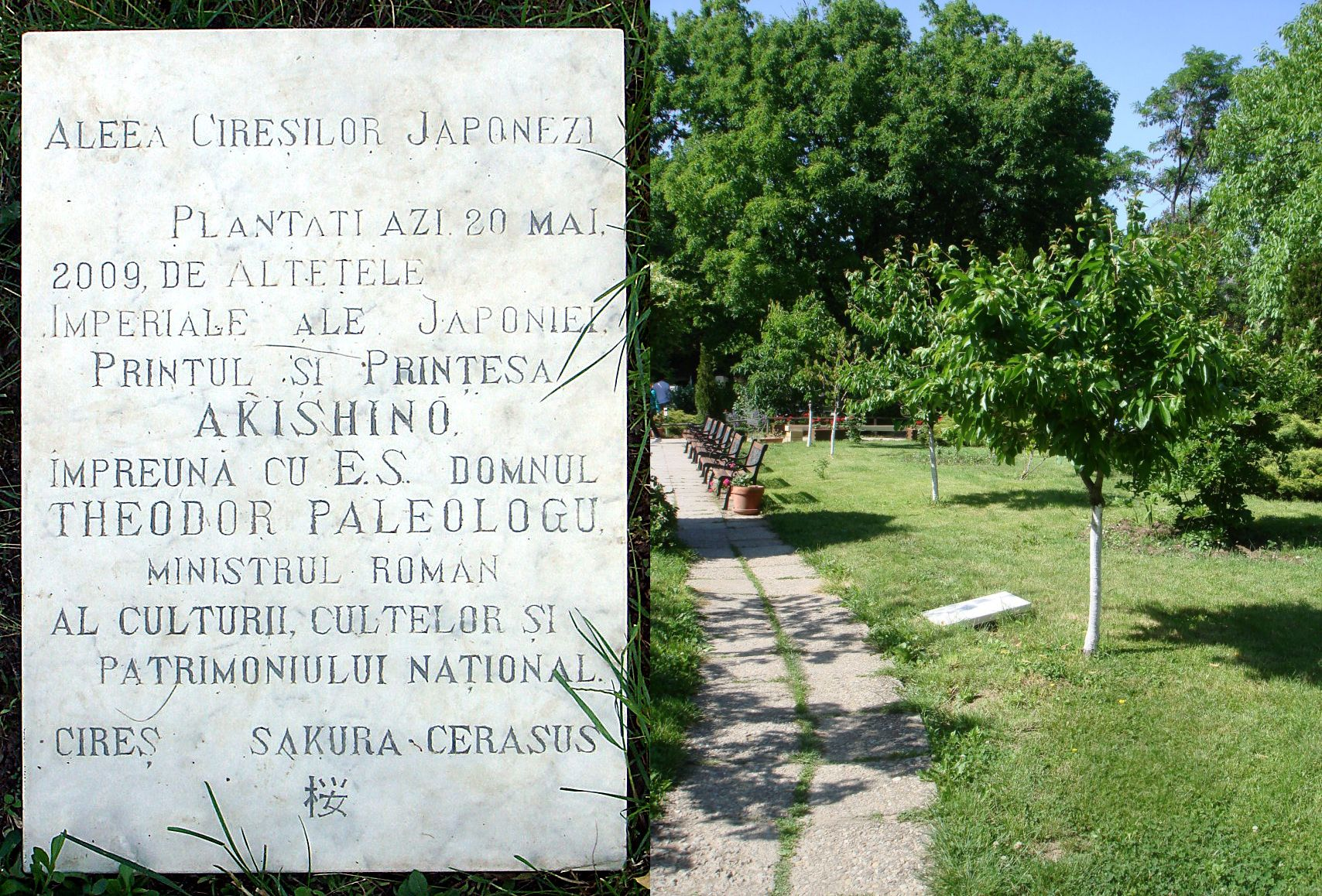
Cireres japoneses